# Dennis Koslowski
Dennis Marvin Koslowski (* 16. August 1959 in Watertown, Codington County) ist ein ehemaliger US-amerikanischer Ringer.

## Werdegang
Dennis Koslowski stammt aus South Dakota und begann mit seinem Bruder Duane schon mit sieben Jahren mit dem Ringen. Ab 1980 besuchte er die University of Minnesota in Morris. Sein Trainer war dort Craig Olsen. Während seiner Universitätszeit gewann er 1980 und 1982 die NCAA Division III Collegiat Championships im Schwergewicht und machte so erstmals auf sich aufmerksam. Ab 1983 rang er unter anderem für den Minnesota Storm Wrestling Club und den Gophe Wrestling Club. Von 1983 bis 1992 errang er insgesamt siebenmal die USA-Meisterschaft. Er rang ausschließlich im griechisch-römischen Stil. Auch auf internationaler Ebene stand er ab 1983 in vielen Wettkämpfen auf der Matte. Sein Trainer in der US-amerikanischen Ringer-Nationalmannschaft war Dan Chandler.
Seinen ersten Start bei einer internationalen Meisterschaft absolvierte er bei den Panamerikanischen Spielen 1983 in Caracas, wo er den 2. Platz im Schwergewicht belegte. Nei den Weltmeisterschaften 1983 in Kiew war er am Start und belegte dort einen 6. Platz.
In der USA-Olympiaausscheidung für die Olympischen Spiele 1984 unterlag er Greg Gibson und konnte so nicht an diesen Spielen teilnehmen. 1985 war er aber bei den Weltmeisterschaften im norwegischen Kolbotn wieder dabei. Er startete im Superschwergewicht und kam dort wieder auf den 6. Platz.
Im Jahr 1987 belegte er bei den Panamerikanischen Spielen erneut den 2. Platz um kurz darauf bei den Weltmeisterschaften in Budapest einen großen Erfolg zu feiern; er wurde Vizeweltmeister. Im Finale unterlag er dem sowjetischen Sportler Guram Guduschauri.
Bei den Olympischen Spielen 1988 in Seoul unterlag Dennis im Finale seiner Gruppe gegen den späteren Olympiasieger Andrzej Wroński aus Polen, behielt aber im Kampf um den 3. Platz gegen Ilja Georgiew aus Bulgarien die Oberhand. Die olympische Bronzemedaille war der Lohn dafür.
1989 und 1990 pausierte Dennis auf der internationalen Ringermatte, um seine Berufsausbildung zum Chiropraktiker voranzutreiben. 1991 feierte aber ein Comeback auf der Ringermatte und kam bei der Weltmeisterschaft in Warna im Schwergewicht auf den 7. Platz.
Mit diesem Platz war er nicht zufrieden und steigerte sein Trainingspensum. Den Lohn dafür bekam er bei den Olympischen Spielen 1992 in Barcelona, wo seine Ringerlaufbahn mit dem Gewinn der Silbermedaille ihren Abschluss fand. Er schlug dabei in seiner Gruppe den Olympiasieger von 1988 Andrzej Wroński und unterlag im Kampf um die Goldmedaille dem Kubaner Héctor Milián erst nach Verlängerung mit 1:2 Punkten.
Nach den Olympischen Spielen 1992 trat er vom aktiven Ringkampfsport zurück. Er arbeitete als Trainer am Lakeland-College und praktizierte als Chiropraktiker. Er war auch Assistent-Trainer bei der US-amerikanischen Ringer-Nationalmannschaft im griechisch-römischen Stil. Große Verdienste erwarb er sich auch bei einem Projekt, das von ihm initiiert wurde und das zum Ziel hatte, Jugendliche von der Straße weg in die Sporthallen und zum Ringen zu bringen.

## Internationale Erfolge
(OS = Olympische Spiele, WM = Weltmeisterschaft, EM = Europameisterschaft, GR = griechisch-römischer Stil, S = Schwergewicht, SS = Superschwergewicht, damals bis 100 kg bzw. über 100 kg Körpergewicht)
- 1983, 2. Platz, Pan American Games in Caracas, GR, S, hinter Rene Vidal, Kuba und vor Guillermo Díaz, Mexiko;
- 1983, 6. Platz, WM in Kiew, GR, S, hinter Andrej Dimitrow, Bulgarien, Josef Tertelj, Jugoslawien, Wiktor Awsuchew, Sowjetunion, Georgios Pikilidis, Griechenland und Vasile Andrei, Rumänien;
- 1985, 6. Platz, WM in Kolbotn/Norwegen, GR, SS, hinter Igor Rostorozki, UdSSR, Ioan Grigoraș, Rumänien, Rangel Gerowski, Bulgarien, Refik Memišević, Jugoslawien und László Tóth, Ungarn;
- 1985, 2. Platz, World-Cup-Turnier in Lund/Schweden, GR, SS, hinter Wladimir Grigorjew, UdSSR und vor Arturo Díaz Mora, Kuba;
- 1986, 2. Platz, World-Cup-Turnier in Oak Lawns/USA, GR, S, hinter Igor Kanygin, UdSSR und vor Tamás Gáspár, Ungarn und Héctor Milián, Kuba;
- 1986, 10. Platz, WM in Budapest, GR, S, Sieger Tamás Gáspár vor Vasile Andrei und Anatol Fedarenka, UdSSR;
- 1987, 2. Platz, Pan American Games, GR, S, hinter Héctor Milián und vor Steve Marshall, Kanada und Marcial Black, Peru;
- 1987, 2. Platz, WM in Clermont-Ferrand, GR, S, hinter Guram Guduschauri, UdSSR und vor Vasile Andrei, Jörg Kotte, DDR, Tertelj und Ilija Georgiew, Bulgarien;
- 1987, 3. Platz, FILA-Grnad-Prix-Turnier in Budapest, GR, S, hinter Andrei und Wassiliew und vor Tertelj, Milián und Gerhard Himmel, BRD;
- 1987, 2. Platz, World-Cup-Turnier in Albany/USA, GR, S, hinter Guduschauri und vor Milián und Klaus Mysen, Norwegen;
- 1988, Bronzemedaille, OS in Seoul, GR, S, hinter Andrzej Wroński, Polen und Gerhard Himmel und vor Ilja Georgiew, Bulgarien, Tertelj und Yoo Young-Tai, Südkorea;
- 1991, 7. Platz, WM in Warna, GR, S, hinter Milián, Jörgen Olsson, Schweden, Sjarhej Dsjamjaschkewitsch, UdSSR, Atanas Komtschew, Bulgarien, Sándor Major, Ungarn und Miloš Godevarica, Jugoslawien;
- 1991, 2. Platz, World-Cup-Turnier in Thessaloniki, GR, S, hinter Ibragim Schawkalow, Bulgarien und vor Dimitrios Tsekeridis, Griechenland;
- 1992, Silbermedaille, OS in Barcelona, GR, S, hinter Milián und vor Dsjamjaschkewitsch, Wroński, Andreas Steinbach, BRD und Ion Ieremciuc, Rumänien

## US-Meisterschaften
Dennis Koslowski gewann die US-Meisterschaft im Schwergewicht in den Jahren 1983, 1986, 1987, 1988, 1991 und 1992 und im Superschwergewicht im Jahre 1985, immer im griechisch-römischen Stil.